# Vitigudino
Vitigudino es un municipio y localidad española de la provincia de Salamanca, en la comunidad autónoma de Castilla y León. Se distingue como el núcleo de población más importante del noroeste salmantino y se considera la capital o centro de servicios de la comarca de Vitigudino y la subcomarca de la Tierra de Vitigudino. Conforma el partido judicial de Vitigudino.
Su término municipal está formado por las localidades de Vitigudino y Majuges, ocupa una superficie total de 52,33 km² y según los datos demográficos recogidos en el padrón municipal elaborado por el INE en el año 2024, cuenta con 2361 habitantes.

## Toponimia
Su nombre parece derivar del nombre propio «Alvito Godino», a quien se identifica como un miembro de la corte del rey Ramiro II de León siendo el teórico fundador del pueblo en el siglo X.
Por otro lado, en una escritura de venta de los archivos del monasterio de Sahagún, de fecha 6 de diciembre de 1049, y firmada por el rey Fernando I de León aparece citado un tal «Cite Godinz», así como «Uimara Godinz» aunque parece difícil que estos pudiesen estar relacionados con la fundación de la localidad:

«In nomine sancte et indiuidue Trinitatis. Ego Uimara Godinz et uxor mea Uellita et filiis nostris el Cite Godinz [...] Facta carta uendicionis VIIIº idus decebris, era LXXXVIIª pos millesima. Fredenando rege in Legione regnante. Ciprianus episcopus Legionis conf. Ego Uimara Gotinz et uxor mea Uellita et filiis nostris, et Cite Gotinz [...]»

La existencia del nombre Alvito como nombre propio tiene corroborada su existencia en diversos documentos del ámbito leonés altomedieval. Así, en el reinado de Fernando I de León se recoge la existencia de un Alvito como obispo de León, otro como abad de Celanova, y otro como notario.
En todo caso, el topónimo «Alvito Godino» o «Alvito Godinez» aparece ya en la documentación de Fernando II de León en 1169 refiriéndose a la localidad, en la donación hecha por este monarca a la Catedral de Salamanca.

## Geografía
Vitigudino está a unos 70 km al oeste de la ciudad de Salamanca, en dirección a la frontera con Portugal. Se encuentra bien comunicado, ya que al ser la capital comarcal, de Vitigudino parten varias carreteras hacia distintos puntos de la comarca de Vitigudino, como la carretera CL-517, que conecta con Salamanca.
El terreno es principalmente llano, con algunas colinas suaves y cerros dispersos por la zona. La altitud de Vitigudino ronda los 750 metros sobre el nivel del mar. Este relieve facilita la agricultura y ganadería, dos de las actividades económicas tradicionales de la región.
El clima es de tipo continental mediterráneo, caracterizado por veranos calurosos e inviernos fríos, con importantes variaciones de temperatura entre el día y la noche. Las precipitaciones son moderadas y se concentran principalmente en los meses de primavera y otoño.
Es común encontrar en su territorio encinas, alcornoques y otros tipos de vegetación propia de la dehesa salmantina.
| Noroeste: Valderrodrigo  | Norte: Barceo | Nordeste: Villarmuerto   |
| Oeste: Guadramiro        |               | Este: Peralejos de Abajo |
| Suroeste: Gema de Yeltes | Sur: Moronta  | Sureste: Traguntía       |

## Historia
Los restos arqueológicos (bifaces, raederas y otros objetos propios de culturas neolíticas) hallados en el entorno demuestran que la presencia humana en Vitigudino es constatable desde muy antiguo.
En periodo ya histórico, pueblos vetones (Edad de Hierro, 500 a. C.) habitaron en castros situados en las cercanas poblaciones actuales de Yecla de Yeltes, Bermellar, Saldeana y Lumbrales. Como en muchos lugares de la Meseta Central, uno de los ejemplos más espectaculares de su cultura material que ha llegado a nuestros días son los verracos de piedra, estatuas con representación de toros, conforme a las culturas dedicadas a la ganadería. En poblaciones cercanas, como San Felices de los Gallegos, Yecla y Lumbrales, se encuentran algunos ejemplos.
Los restos cerámicos atestiguan alguna presencia celta, siendo en el periodo posterior de la dominación visigoda cuando se da origen a la población de Vitigudino. Uno de los primeros habitantes, llamado Alvito Godino, prestó su nombre a la aldea que más tarde sería conocida como Vitigudino. La tierra pertenecía a la Extremadura leonesa, que estaba dividida en concejos: Alba de Tormes, Salamanca, Ledesma y Ciudad Rodrigo. Aunque hasta el medievo no queda definitivamente asentada la población, durante la reconquista cristiana, cuando Fernando II de León entrega Vitigudino a la diócesis de Salamanca en el siglo XII (en aquel momento Vitigudino era una aldea, en cambio, los vecinos pueblos de Yecla de Yeltes y Guadramiro eran ya villas por aquel entonces) y es repoblada por gentes del Reino de León. Referencia histórica la tenemos de 1265, en copia documental de 1345 conservada en los archivos de la Catedral de Salamanca: la Yglesia Catedral de la ciudad de Salamanca: Summa Libro a todos los préstamos que la iglesia Catedral de la ciudad de Salamanca ha e tiene en la dicha ciudad e en sus tierras e término e en la villa de Ledesma e en su término..., y se refiere al préstamo para la construcción de la iglesia de Elvira Godino.

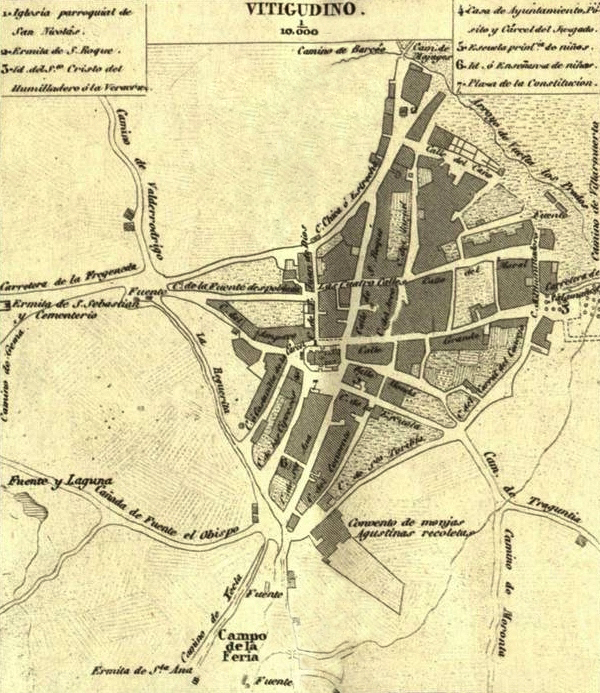
Mapa de Vitigudino publicado en 1867 y realizado por Francisco Coello

Con un paréntesis documental de trescientos años, Vitigudino vuelve a aparecer en la historia en torno a la batalla de San Antón, en 1476. Durante el pontificado de Clemente VII se resolvió a favor de la sede salmantina la posesión de las villas de Vilvestre, Yecla, Vitigudino y Palacios del Arzobispo; fue D. Francisco de Bobadilla (1510-1529) el primer obispo que las poseyó.
La Guerra de la Independencia, iniciada en 1808, trajo en la zona importantes destrozos e invasiones: fueron destruidos el colegio de Masueco, la techumbre de la iglesia de Aldeadávila, y hubo importantes revueltas contra el francés desde Aldeadávila hasta Vitigudino. Con la creación de las actuales provincias en 1833, Vitigudino quedó integrado en la provincia de Salamanca, dentro de la Región Leonesa.
En la primera guerra carlista se posicionó junto al sector isabelino, defendiendo su posición victoriosamente frente a las tropas carlistas, hecho que le valió por parte del gobierno isabelino la separación de la jurisdicción del obispo de Salamanca y su constitución en ayuntamiento como cabeza de partido judicial en 1844.
Los avatares históricos del siglo XX, especialmente tras el conflicto civil español, han contribuido al paulatino descenso poblacional que configuró las migraciones rurales hacia la gran ciudad. Nuevas oportunidades de negocio (turismo rural) contribuyen con las actividades clásicas (ganadería y agricultura) a revitalizar la zona.
En 1987 se produjo el intento de secuestro del diputado socialista Ciriaco de Vicente, que se había desplazado hasta Vitigudino para preparar la campaña de las elecciones municipales y autonómicas. Este fallido secuestro es parte de los sucesos de Aldeadávila, una serie de sucesos que se produjeron a lo largo de 1987 como parte del rechazo al proyecto IPES que se intentaba desarrollar en Aldeadávila de la Ribera.

### Catastro del marqués de la Ensenada

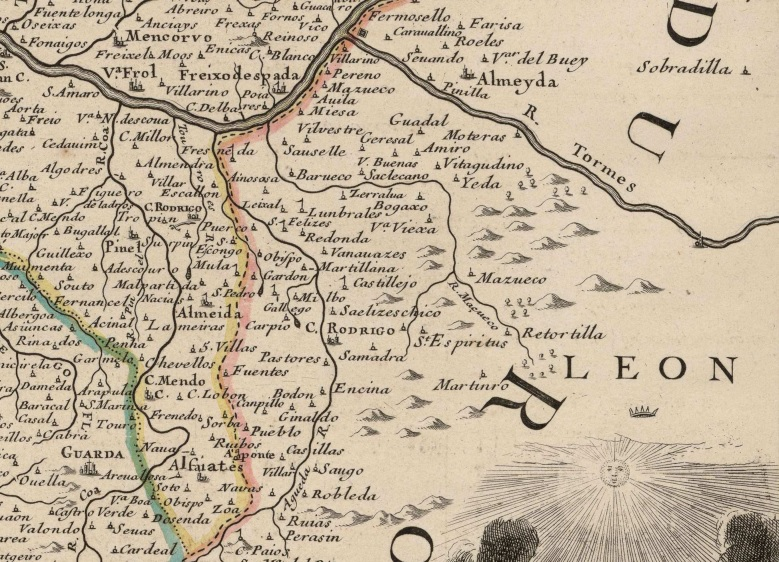
Detalle del oeste salmantino en un mapa del, en el que se puede observar Vitigudino

A mediados del siglo XVIII, a raíz de la promulgación por Fernando VI del Real Decreto de 10 de octubre de 1749, se comenzó la elaboración del Catastro del Marqués de la Ensenada. Por esa razón se recogieron datos de todas las poblaciones de la Corona de Castilla y León con el fin de llevar a cabo una reforma fiscal. Entre 1750 y 1754, todas esas poblaciones fueron sometidas a un interrogatorio del que se puede extraer información para conocer la realidad de la Villa de Vitigudino en esa época:
- Vitigudino era una Villa de Realengo, no sometida a señorío alguno.
- Su población era de 180 vecinos o cabezas de familia, incluyendo a viudas, jornaleros y pobres de solemnidad.
- El número de casas existentes en la localidad era de 181, de las cuales 8 se hallaban en completa ruina.
- Entre los bienes propios que poseía la Villa y su Concejo estaban la Casa y sitio del Peso, la Casa de Carnicería, el Corral y Casas Consistoriales, el Pósito del Pan, el Matadero (extramuros), el Corral de Concejo y un pedazo de tierra en la Ribera del Molino.
- Existían cinco molinos harineros en la Ribera conocida como Cabeza del Molino.
- Solamente había una taberna y una casa mesón, esta última situada en la plaza de la Villa y propiedad de Antonio Ramos del Manzano.
- También se recoge la existencia de un Convento de religiosas Agustinas Recoletas.
- Cada año se celebraba una Feria, el 15 de agosto, llamada Romería. Así mismo, todos los martes del año había mercado público.
- Entre los oficios existentes en la Villa destacaban los siguientes: Un escribano, un administrador de rentas, un sacristán, un sacristán menor, un cillero, un cirujano sangrador (que también atendía a la Villa de Yecla y a los lugares de Traguntía, Sanchón y otros), dos boticarios, tratantes por mayor y por menor, un barbero, un maestro de primeras letras, un preceptor de gramática, un mesonero, un albañil, doce maestros alfareros, quince maestros cardadores de lana, diecisiete maestros de tejer lienzos, diez maestros de tejer sayal, un maestro sombrerero, un maestro de carros, un maestro sastre, un maestro carpintero, cuatro maestros de obra prima, un pescador, un molinero, un herrador, dos herreros, seis jornaleros, cuarenta y siete labradores, un guarda de panes, un guarda de bueyes y dos vaqueros del concejo.

Esta información puede consultarse en varios archivos, entre ellos el Archivo General de Simancas y el Archivo Histórico Provincial de Salamanca.

## Demografía
Vitigudino cuenta con una población de 2361 habitantes (INE 2024).
| Gráfica de evolución demográfica de Vitigudino entre 1842 y 2021 |
| |
| Población de derecho según los censos de población del INE Población de hecho según los censos de población del INEEntre el censo de 1857 y el anterior, crece el término del municipio porque incorpora a 375026 (Majuges) |

Según el Instituto Nacional de Estadística, Vitigudino tenía, a 31 de diciembre de 2018, una población total de 2538 habitantes, de los cuales 1237 eran hombres y 1301 mujeres. De esa cifra, la mayoría corresponde a la localidad de Vitigudino, puesto que en Majuges, la otra localidad con la que cuenta el municipio, se censan 49 habitantes, de los cuales 25 eran hombres y 24 mujeres. Respecto al año 2000, el censo refleja 3128 habitantes, de los cuales 1535 eran hombres y 1593 mujeres. Por lo tanto, la pérdida de población en el municipio para el periodo 2000-2018 ha sido de 590 habitantes, un 19 % de descenso, menos que en el resto de municipios de la zona, por ser capital comarcal y de partido judicial, pero sigue siendo un descenso importante.

## Símbolos
El escudo de Vitigudino fue adoptado por el ayuntamiento en 1870. En él figuran una cruz de San Antonio Abad, una espada y una pluma. La cruz recuerda la batalla librada en esta población el 17 de enero de 1477 (día de San Antonio) entre los partidarios de Isabel la Católica y los de Juana la Beltraneja. La espada recuerda a don Nicolás de Rivera "El Mozo", tesorero de Pizarro y que lo acompañó en la conquista del Perú, nacido en Vitigudino. La pluma recuerda a otro hijo del pueblo, el catedrático y jurisconsulto Francisco Ramos del Manzano, que, entre otros cargos, fue senador del Milanesado, regente de los Consejos de Italia y Castilla y presidente del Consejo de Indias.

## Administración y política

### Gobierno municipal
| Periodo   | Nombre                      | Partido | Partido                                  |
| --------- | --------------------------- | ------- | ---------------------------------------- |
| 1979-1983 | Pedro Pérez Blanco          |         | Unión de Centro Democrático (UCD)        |
| 1983-1987 | Pedro Pérez Blanco          |         | Independiente                            |
| 1987-1991 | Pedro Pérez Blanco          |         | Alianza Popular (AP)                     |
| 1991-1995 | Pedro Pérez Blanco          |         | Partido Popular (PP)                     |
| 1995-1999 | Antolín Alonso Fernández    |         | Partido Popular (PP)                     |
| 1999-2003 | Baltasar Muñoz Picado       |         | Partido Popular (PP)                     |
| 2003-2007 | Toribio Plaza Galán         |         | Partido Socialista Obrero Español (PSOE) |
| 2007-2015 | Julio Santiago Delgado      |         | Partido Popular (PP)                     |
| 2015-2019 | Germán Vicente Sánchez      |         | Partido Socialista Obrero Español (PSOE) |
| 2019-2023 | Luisa María de Paz Palacios |         | Partido Popular (PP)                     |
| 2023-act. | Gonzalo Javier Muñiz Díaz   |         | Partido Socialista Obrero Español (PSOE) |

| Partido político                              | 2023  | 2023  | 2023       | 2019  | 2019  | 2019       | 2015  | 2015  | 2015       | 2011  | 2011  | 2011       | 2007  | 2007  | 2007       | 2003  | 2003  | 2003       |
| Partido político                              | %     | Votos | Concejales | %     | Votos | Concejales | %     | Votos | Concejales | %     | Votos | Concejales | %     | Votos | Concejales | %     | Votos | Concejales |
| Partido Popular (PP)                          | 35,75 | 462   | 4          | 39,20 | 597   | 4          | 31,17 | 456   | 3          | 38,89 | 644   | 5          | 38,69 | 689   | 5          | 39,67 | 785   | 5          |
| Partido Socialista Obrero Español (PSOE)      | 30,29 | 392   | 4          | 32,24 | 491   | 4          | 48,26 | 706   | 6          | 27,90 | 462   | 3          | 37,90 | 675   | 4          | 45,53 | 901   | 6          |
| Ciudadanos (CS)                               | 14,35 | 186   | 2          | 18,45 | 281   | 2          | 16,47 | 241   | 2          | —     | —     | —          | —     | —     | —          | —     | —     | —          |
| Vox                                           | 13,67 | 177   | 1          | —     | —     | —          | —     | —     | —          | —     | —     | —          | —     | —     | —          | —     | —     | —          |
| Salamanca Sí                                  | 3,47  | 45    | 0          | —     | —     | —          | —     | —     | —          | —     | —     | —          | —     | —     | —          | —     | —     | —          |
| Contigo                                       | —     | —     | —          | 9,26  | 141   | 1          | —     | —     | —          | —     | —     | —          | —     | —     | —          | —     | —     | —          |
| Coalición SI por Salamanca (SI)               | —     | —     | —          | —     | —     | —          | —     | —     | —          | 18,54 | 307   | 2          | —     | —     | —          | —     | —     | —          |
| Agrupación de Electores de Vitigudino (AEV)   | —     | —     | —          | —     | —     | —          | —     | —     | —          | 10,99 | 182   | 1          | —     | —     | —          | —     | —     | —          |
| Unión del Pueblo Salmantino (UPSa)            | —     | —     | —          | —     | —     | —          | —     | —     | —          | —     | —     | —          | 20,83 | 371   | 2          | 5,76  | 114   | 0          |
| Unidad Regionalista de Castilla y León (URCL) | —     | —     | —          | —     | —     | —          | —     | —     | —          | —     | —     | —          | —     | —     | —          | 6,06  | 120   | 0          |

#### Evolución de la deuda viva municipal
El concepto de deuda viva contempla solo las deudas con cajas y bancos relativas a créditos financieros, valores de renta fija y préstamos o créditos transferidos a terceros, excluyéndose, por tanto, la deuda comercial.
| Gráfica de evolución de la deuda viva del Ayuntamiento entre 2008 y 2023                             |
| |
| Deuda viva del Ayuntamiento de Vitigudino, en miles de euros, según datos del Ministerio de Hacienda |

### Elecciones autonómicas
| Partido político                                     | 2022  | 2022  | 2019  | 2019  | 2015  | 2015  | 2011  | 2011 | 2007  | 2007 | 2003  | 2003 | 1999  | 1999 | 1991  | 1991 | 1987  | 1987 | 1983  | 1983 |
| Partido político                                     | Votos | %     | Votos | %     | Votos | %     | Votos | %    | Votos | %    | Votos | %    | Votos | %    | Votos | %    | Votos | %    | Votos | %    |
| Partido Popular (PP)                                 | 516   | 44,33 | 664   | 44,06 | 638   | 43,73 | —     | —    | —     | —    | —     | —    | —     | —    | —     | —    | —     | —    | —     | —    |
| Partido Socialista Obrero Español (PSOE)             | 274   | 23,54 | 442   | 29,33 | 431   | 29,54 | —     | —    | —     | —    | —     | —    | —     | —    | —     | —    | —     | —    | —     | —    |
| Vox                                                  | 230   | 19,76 | 52    | 3,45  | 5     | 0,34  | —     | —    | —     | —    | —     | —    | —     | —    | —     | —    | —     | —    | —     | —    |
| Ciudadanos (CS)                                      | 49    | 4,21  | 268   | 17,78 | 187   | 12,82 | —     | —    | —     | —    | —     | —    | —     | —    | —     | —    | —     | —    | —     | —    |
| España Vaciada                                       | 34    | 2,92  | —     | —     | —     | —     | —     | —    | —     | —    | —     | —    | —     | —    | —     | —    | —     | —    | —     | —    |
| Podemos                                              | 22    | 1,89  | 33    | 2,19  | 74    | 5,07  | —     | —    | —     | —    | —     | —    | —     | —    | —     | —    | —     | —    | —     | —    |
| Unión del Pueblo Leonés (UPL)                        | 19    | 1,63  | 14    | 0,93  | —     | —     | —     | —    | —     | —    | —     | —    | —     | —    | —     | —    | —     | —    | —     | —    |
| Partido Regionalista del País Leonés (PREPAL)        | 3     | 0,26  | 0     | 0,00  | 30    | 2,06  | —     | —    | —     | —    | —     | —    | —     | —    | —     | —    | —     | —    | —     | —    |
| Partido Comunista de los Pueblos de España (PCPE)    | 2     | 0,17  | —     | —     | 3     | 0,21  | —     | —    | —     | —    | —     | —    | —     | —    | —     | —    | —     | —    | —     | —    |
| Tú Aportas                                           | 1     | 0,09  | —     | —     | —     | —     | —     | —    | —     | —    | —     | —    | —     | —    | —     | —    | —     | —    | —     | —    |
| Partido Animalista Contra el Maltrato Animal (PACMA) | 0     | 0,00  | 0     | 0,00  | 1     | 0,07  | —     | —    | —     | —    | —     | —    | —     | —    | —     | —    | —     | —    | —     | —    |
| Partido Castellano (PCAS)                            | 0     | 0,00  | —     | —     | 1     | 0,07  | —     | —    | —     | —    | —     | —    | —     | —    | —     | —    | —     | —    | —     | —    |
| Contigo Somos Democracia (Contigo)                   | —     | —     | 7     | 0,46  | —     | —     | —     | —    | —     | —    | —     | —    | —     | —    | —     | —    | —     | —    | —     | —    |
| Izquierda Unida (IU)                                 | —     | —     | 4     | 0,27  | 20    | 1,37  | —     | —    | —     | —    | —     | —    | —     | —    | —     | —    | —     | —    | —     | —    |
| Unión Progreso y Democracia (UPyD)                   | —     | —     | —     | —     | 9     | 0,62  | —     | —    | —     | —    | —     | —    | —     | —    | —     | —    | —     | —    | —     | —    |

## Cultura

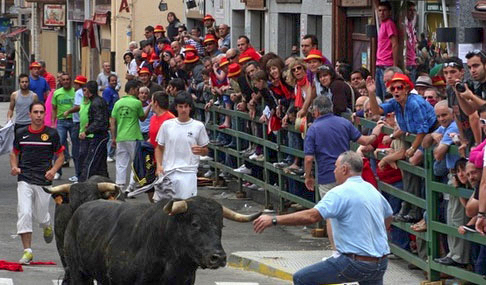
Encierro en Vitigudino

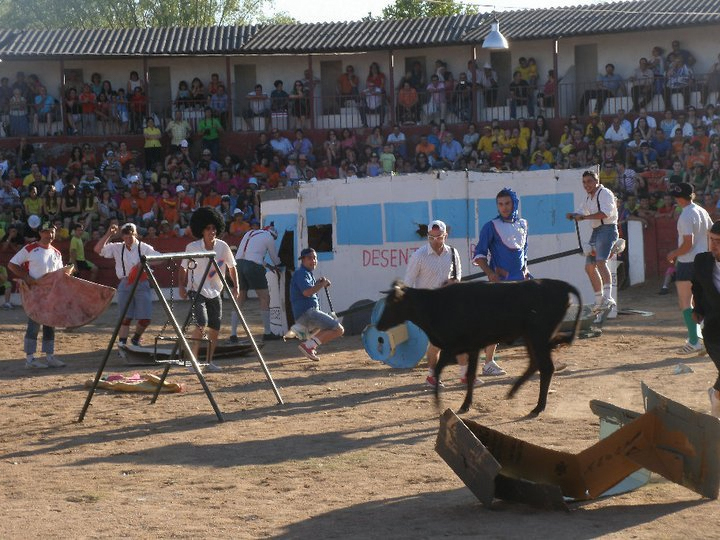
Charlotada del Corpus en Vitigudino en 2011, realizada por la peña El Desenjaule con motivo de su XV aniversario

### Fiestas
Hay varias fiestas en este pueblo, pero las más importantes son: Corpus y Ferias.
Corpus
Estas fiestas comienzan el miércoles, con un incipiente chupinazo en la plaza de España, seguido a la media noche de una capea-verbena que tiene lugar en la plaza de toros.
El día central y que da origen a las fiestas es el tradicional Jueves de Corpus, en el que se celebra una Misa Solemne con posterior procesión con el Santísimo Sacramento bajo palio por las principales calles del municipio.
Las calles se adornan con tomillo y con altares en los que se reza y se imparte la bendición con la custodia, mientras se inciensa a Jesús Sacramentado y se lanzan pétalos de flores.Por la tarde tiene lugar un concurso de disfraces, en el que la gente toma el centro del pueblo hasta que, ya de noche, tiene lugar un encierro.
Viernes y sábado tienen un programa muy parecido, encierro tradicional a mediodía (también de carretones para los niños), capea por la tarde en la plaza de toros y verbena en la plaza de España por la noche, todo ello acompañado de charangas, la bota de vino, buena comida y el colorido ambiente que aportan las numerosas peñas de amigos. Es de destacar que algunos años (aunque cada vez menos) en las capeas vespertinas se realiza la tradicional «charlotada» en la que una peña o grupo de amigos ataviados con una temática concreta y con todo el atrezzo posible entra en la plaza de toros donde acto seguido sacan una vaquilla para disfrute de todos.
El domingo se repite la fiesta religiosa, en comunión con toda la Iglesia, además de un encierro que pone fin a todas las celebraciones. Es una fiesta muy importante, la que más disfrutan los vecinos del pueblo.
Ferias
Se celebra especialmente el 15 de agosto la advocación de la Virgen del Socorro, cuya imagen se venera en una ermita en un alto del pueblo. Previamente la imagen ha sido llevada a la iglesia parroquial donde se celebrará la Novena (9 días de preparación) y el día de la fiesta se celebra Santa Misa solemne y posterior procesión hasta la ermita. Numerosas mujeres y niñas acompañan a la Virgen con el tradicional traje charro o con mantilla. Ya en la ermita se procede a una ofrenda floral. Son famosas también el colorido desfile de carrozas ese mismo día 15 por la noche, y el inmemorial mercado de ganado que tiene lugar el día 16. Además, esos días se celebra una corrida de toros, así como verbenas.